# Kalendarium historii Łagowa
- X w. p.n.e. – pierwsze ślady kultury łużyckiej w okolicach Łagowa
- 1227 – istnienie przysiółka na terenie Łagowa
- 1285 – siedziba komandorii templariuszy
- 1300 – sprzedanie Łagowa przez trzech brandenburskich margabiów Albertowi von Klepiczowi

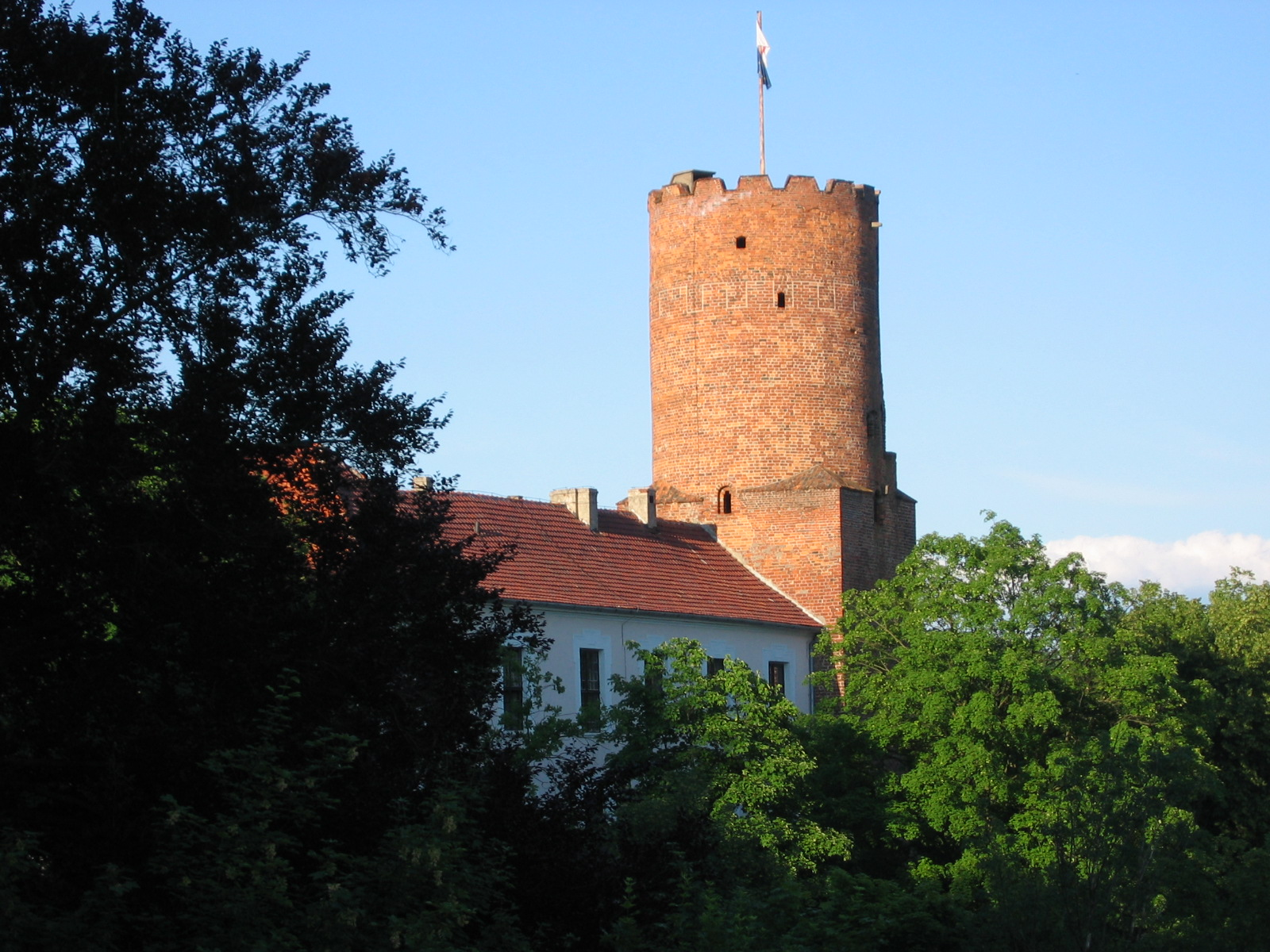
Zamek joannitów

- 1347 – sprzedaż Łagowa i okolicznych ziemi joannitom
- XIV w. – budowa zamku przez zakon joannitów
- 1569 – wielki pożar grodu Łagów
- 1640 – wieś razem z zamkiem zajęta przez Szwedów
- 1705 – 1735 – panowanie Krystiana Ludwika, komtura łagowskiego, oraz nadanie wsi przywileju pobierania akcyzy oraz urządzania jarmarków
- 1727 – nadanie statusu miasta
- 1758 i 1842 – uszkodzenie zamku przez pożary
- 1808 – uzyskanie praw miejskich
- 1819 – właścicielem miasta i zamku zostaje rodzina von Zastrow
- 1906 – budowa wiaduktu nad ulicą Mostową
- 1909 – otwarcie linii kolejowej Międzyrzecz – Toporów

- 1932 – utrata praw miejskich
- 1945 – Łagów włączony do Polski

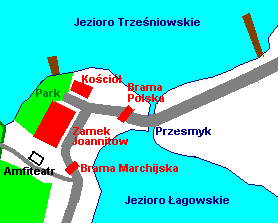
Teren dawnego grodu

- 1949 – Zjazd Kompozytorów i Krytyków Muzycznych (działalność polskich kompozytorów podporządkowano socrealizmowi)
- 1969 – organizacja pierwszego Lubuskiego Lata Filmowego